# A4 (Italië)
De A4 of Autostrada della Serenissima is een belangrijke autosnelweg in het noorden van Italië die de stad Turijn met de in het oosten gelegen stad Triëst verbindt.
De weg passeert een aantal belangrijke plaatsen, waaronder Milaan, Verona en gaat ruim ten noorden van de stad Mestre langs.

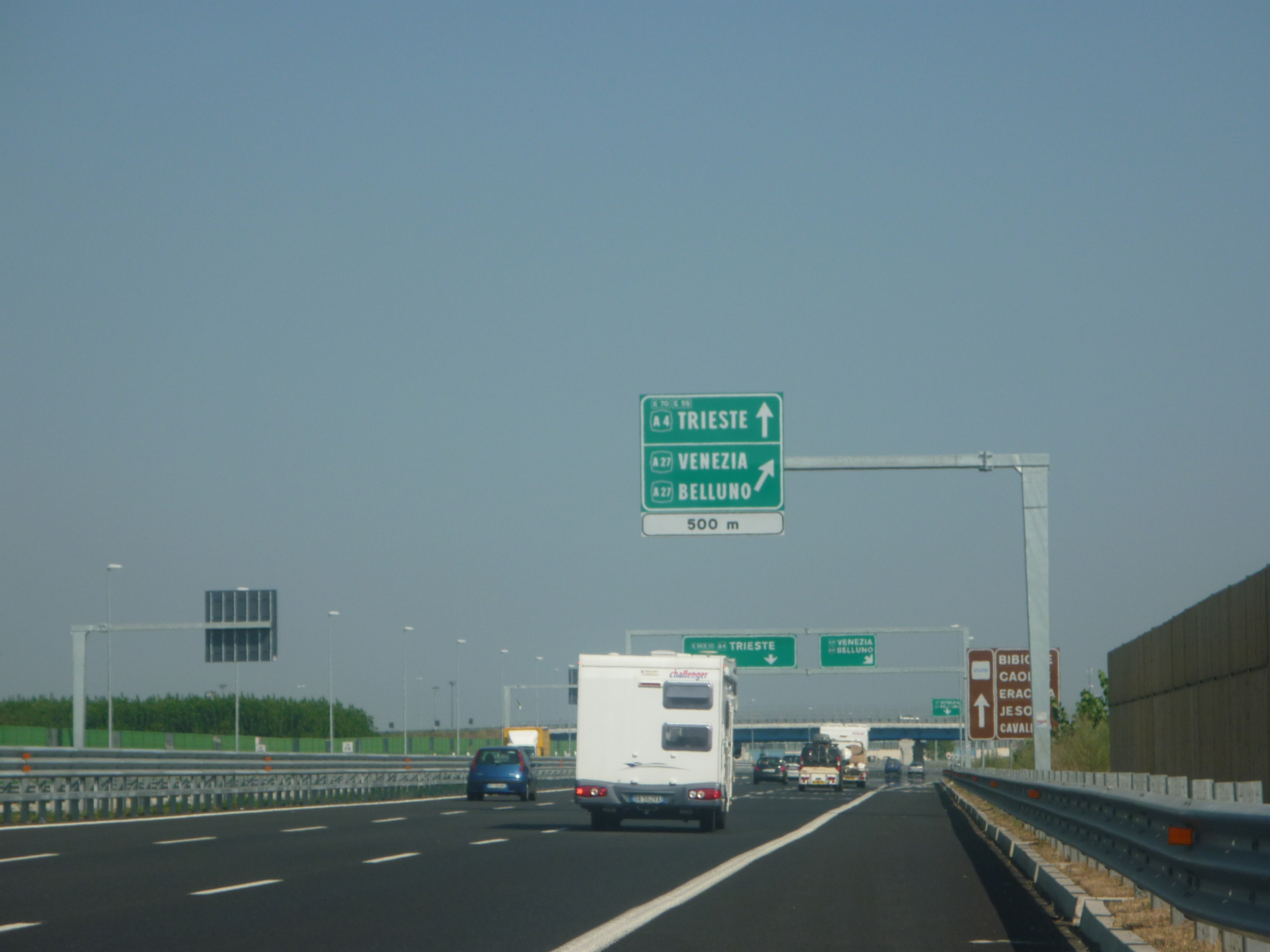
De A4 ter hoogte van A27